# Полярна ніч

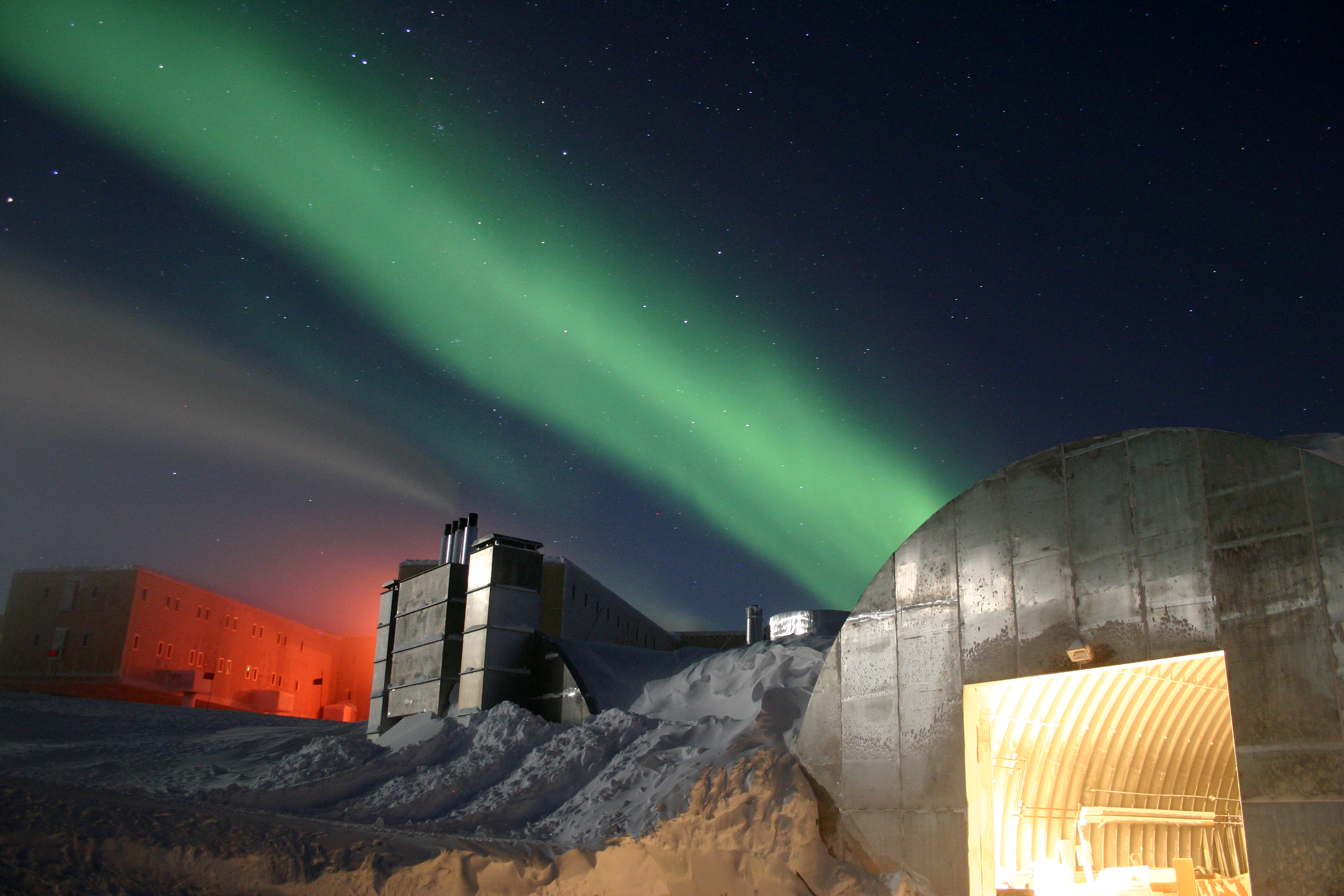
Полярна ніч на південному полюсі, Антарктида.

Полярна ніч — період, коли Сонце понад 24 години не з'являється з-за горизонту. Найкоротша полярна ніч спостерігається на широті 66°33' — 1 добу, найдовша на полюсах — 6 місяців. Полярна ніч є наслідком нахилу земної осі до площини екліптики, кут нахилу якої становить приблизно 23,5°.